# 上士別駅
上士別駅（かみしべつえき）は北海道士別市（旧上士別村字上士別）にあった士別軌道（軽便鉄道）奥士別線の廃駅である。駅舎の位置は、現在の上士別バス停待合室（東側）の裏手にあった。

## 駅構造
廃止当時、島式ホーム1面2線を持つ地上駅であった。跨線橋は設置されておらず、
徒歩で連絡をしていた。

## 駅周辺
当地は上士別村の所在地で、繁栄していたが昭和28年7月1日に士別町に分割併合された。
かつての駅前に旧旅館の建物があり、当時の繁栄が偲ばれる。

## 歴史
- 1920年（大正9年）6月1日　士別〜上士別間10.8kmで軌間762mmの馬車鉄道が開通
- 1925年（大正14年）6月6日　士別〜奥士別間21.4kmが全通
- 1928年（昭和3年）8月　動力を馬から蒸気機関車へ変更
- 1932年（昭和7年）4月　士別駅前〜奥士別間で路線バスを運行
- 1942年（昭和17年）4月　燃料事情の悪化により路線バスを運行休止
- 1944年（昭和19年）11月　戦時統合により、休止中のバス事業（3台）を道北乗合自動車へ譲渡
- 1948年（昭和23年）9月　士別駅前〜奥士別（朝日）間で路線バス運行を再開
- 1959年（昭和34年）10月1日　軌道線全線廃止。士別軌道はバス専業となる

## 隣の駅
士別軌道
奥士別線
鳴門駅 - 上士別駅 - 二十二線駅